# COMICすもも
『COMICすもも』（コミックすもも）は、日本の出版社・双葉社が発行していた美少女キャラクター系青年漫画雑誌。『漫画アクション』増刊、偶数月12日発売。

## 概要
2010年8月10日に『漫画アクション』増刊として発刊。但し、編集体制や連載の陣容については漫画アクション本誌よりも同じ漫画アクション増刊として刊行されている『コミックハイ!』の派生誌と位置付けられており、連載作品のコミックスも『コミックハイ!』と同じアクションコミックスHighブランドより刊行されている。判型は『コミックハイ!』と同じB5判無線綴じ。
キャッチコピーは「美少女満載のコミック誌」で、萌え路線や扇情的なお色気路線を全面に押し出した作品を多く掲載していた。同様の路線を採る先発の隔月刊誌である秋田書店の『チャンピオンRED いちご』と比較されることが多く、秋葉原のコミックとらのあなでは両誌の関係を「仁義なきフルーツ抗争」と銘打ったPOP広告が出されたことがある。
2013年2月12日発売のVOL.16が最終号となった。連載の一部は『コミックハイ!』あるいは『WEBコミックアクション』にて継続されている。

## 連載作品
カッコ内は発売月
- おにいちゃん★コントロール（影崎由那） VOL.1（2010年8月） - VOL.16（2013年2月） →『コミックハイ!』へ再移籍 ※『コミックハイ!』より移籍
- 俺様とこおに（夏目文花） VOL.1 - VOL.16 →『コミックハイ!』へ移籍
- 紳士なミーツガール（松林悟） VOL.1 - VOL.8（2011年10月）
- ぼくの妹さん!（春日旬） VOL.1 - VOL.16 →『WEBコミックアクション』へ移籍
- はるわか（横槍メンゴ） VOL.1 - VOL.10（2012年2月）
- このお姉さんはフィクションです!?（むつきつとむ） VOL.1 - VOL.10 →『コミックハイ!』へ移籍
- 勇者の娘と出刃包丁（和六里ハル） VOL.1 - VOL.13（2012年8月）
- 恋する乙女の恋愛計画（織生あや） VOL.1 - VOL.7（2011年8月）
- 女子高生 Girls-Live（大島永遠） VOL.1 - VOL.11（2012年4月） →『コミックハイ!』へ移籍 ※VOL.1時点ではゲスト読み切り、VOL.2から連載化。VOL.7までのタイトルは「女子高生 Girls-Love」。
- 魔女系（タカハシマコ） VOL.2（2010年10月） - VOL.6（2011年6月）
- まじブラ!?（歌麿） VOL.3（2010年12月） - VOL.14（2012年10月）
- ロビンソンレター（赤銅茉莉） VOL.3 - VOL.14
- そこにオスわりっ!（筧秀隆） VOL.2ゲスト読み切り、VOL.6（2011年6月）から連載 - VOL.16 →『コミックハイ!』へ移籍
- 通称F研にようこそ!（綴り） VOL.7（2011年8月） -
- 旭お嬢様と嘉島くん（琴慈） VOL.8（2011年10月） - VOL.16 →『WEBコミックアクション』へ移籍
- 1DK（かがみふみを） VOL.8 -VOL.15（2012年12月）
- ろりっ娘島（松林悟） VOL.11（2012年4月） - VOL.16 →『コミックハイ!』へ移籍
- 暫定彼女〜ビンカンファイター〜（夢乃狸） VOL.11 - VOL.16
- 父で娘（パパdeコ）（多丹モト） VOL.11 - VOL.16 →『WEBコミックアクション』へ移籍 ※単行本ロゴでのソート表記は「ぱぱでこ」
- お嬢様の躾け方（肉そうきゅー。） VOL.12（2012年6月） - VOL.16 ※最終話は単行本描き下ろし予定
- ユカとマリと委員長（たかやKi） VOL.13 - VOL.16 →『コミックハイ!』へ移籍